# YAMOTO
YAMOTO（ヤモト）は、日本のシンガーソングライター。

## 略歴
17歳でバンド「SILENT SCENE」を結成、ボーカリストとしてデビュー。2年後に解散した。
その後、ボーカルとドラムという編成のバンド「White Bound」を結成、楽曲「光」はヒマラヤスポーツ冬のキャンペーンCFソングにもなった。
音楽イベントグループ「伊勢原ストリート一歩」（ISEHARA STREET IPPO）でリーダーを務め、地元伊勢原市を中心にライブを行っていた。
シンガーソングライターの他に作詞、作曲、ホームスタジオ（GOLD TORA STUDIO）経営等の活動を行っている。

## ディスコグラフィー

### シングル
|     | 発売日        | タイトル    | 規格品番 | 備考                                              |
| --- | ------------- | ----------- | -------- | ------------------------------------------------- |
| 1st | 2003年6月13日 | 楽園の扉    | AFC-1001 | TVアニメ『魔探偵ロキ RAGNAROK』オープニングテーマ |
| 2nd | 2006年5月25日 | school boys | FCCM-138 | TVアニメ『学園ヘヴン』オープニングテーマ          |

### アルバム
- kareido scope/SILENT SCENE
- Love Relation/SILENT SCENE
- Pure pop☆Never stop/White Bound
- みんなのいっぽいっぽ/伊勢原ストリート一歩

### 作曲
- デス・コネクション キャラクターソングアルバム（ランティス）
【Distino～運命のコール～】「ヴィシャス」(CV:鈴木達央）【愛しさと切なさと】「メディシス」（CV:興津和幸）【終わらぬ夜】「ルチアーノ」（CV:森川智之）
- A-CHA 魂〜ラマ〜 （Bellwood Records）
【魂〜ラマ〜】【運命の扉】
- La Festa La Vita!（フロンティアワークス）
【月光】「ジョーリィ」（CV:遊佐浩二）
- BLEACH BEAT COLLECTION 3rd SESSION!（aniplex）
【ココロオアシス】【Every Fight!】「ネル・トゥ」（CV：金田朋子）
- Ｓ・Ｙ・Ｋ～新説西遊記～キャラクターソングミニアルバム（ランティス）
【夢想月夜】 （CV:近藤隆）
- 猛獣使いと王子様キャラクターソングアルバム（ランティス）
【FLAME OF JUSTICE】（CV:緑川光）【SILVER MILE THE WAY】（CV:鳥海浩輔）
- 【CRY NOT】（CV:大山愛未）INAZUMA RECORDS
- Nabo mini Album「Scrap」（KPG RECORD）

【KPG STYLE】（CV:YAMOTO）*【完全に完全に】（CV:Nabo）